# Митино (район на Москва)
Митино е административен район на Северозападен окръг в Москва.